# 川手利文
川手利文（かわて としふみ）は、日本のスタントマン、スーツアクター。主にウルトラシリーズに出演。

## 出演

### TV
- ウルトラマンギンガ（スタント）
- ウルトラマンギンガS
- ウルトラマンX

### 映画
- 劇場版 ウルトラマンギンガS 決戦!ウルトラ10勇士!!（2015年）
- セイバー+ゼンカイジャー スーパーヒーロー戦記（2021年）

### 舞台
- とびでるなかみ（2017年）
- ストレンジマン（2018年）
- 舞台『刀剣乱舞』維伝 朧の志士たち（アンサンブル）
- ウルトラヒーローズTHELIVEアクロバトルクロニクル2015